# Condado de Kenton
O Condado de Kenton (em inglês:  Kenton County) é um dos 120 condados do estado americano do Kentucky. As sedes do condado são Covington e Independence, e sua maior cidade é Covington. Foi fundado em 1840.
O condado possui uma área de 2 911 km², dos quais 2 878 km² estão cobertos por terra e 32 km² por água, uma população de 658 466 habitantes, e uma densidade populacional de 228,8 hab/km² (segundo o censo nacional de 2010). É o terceiro condado mais populoso do Kentucky.